# Azolla-Ereignis

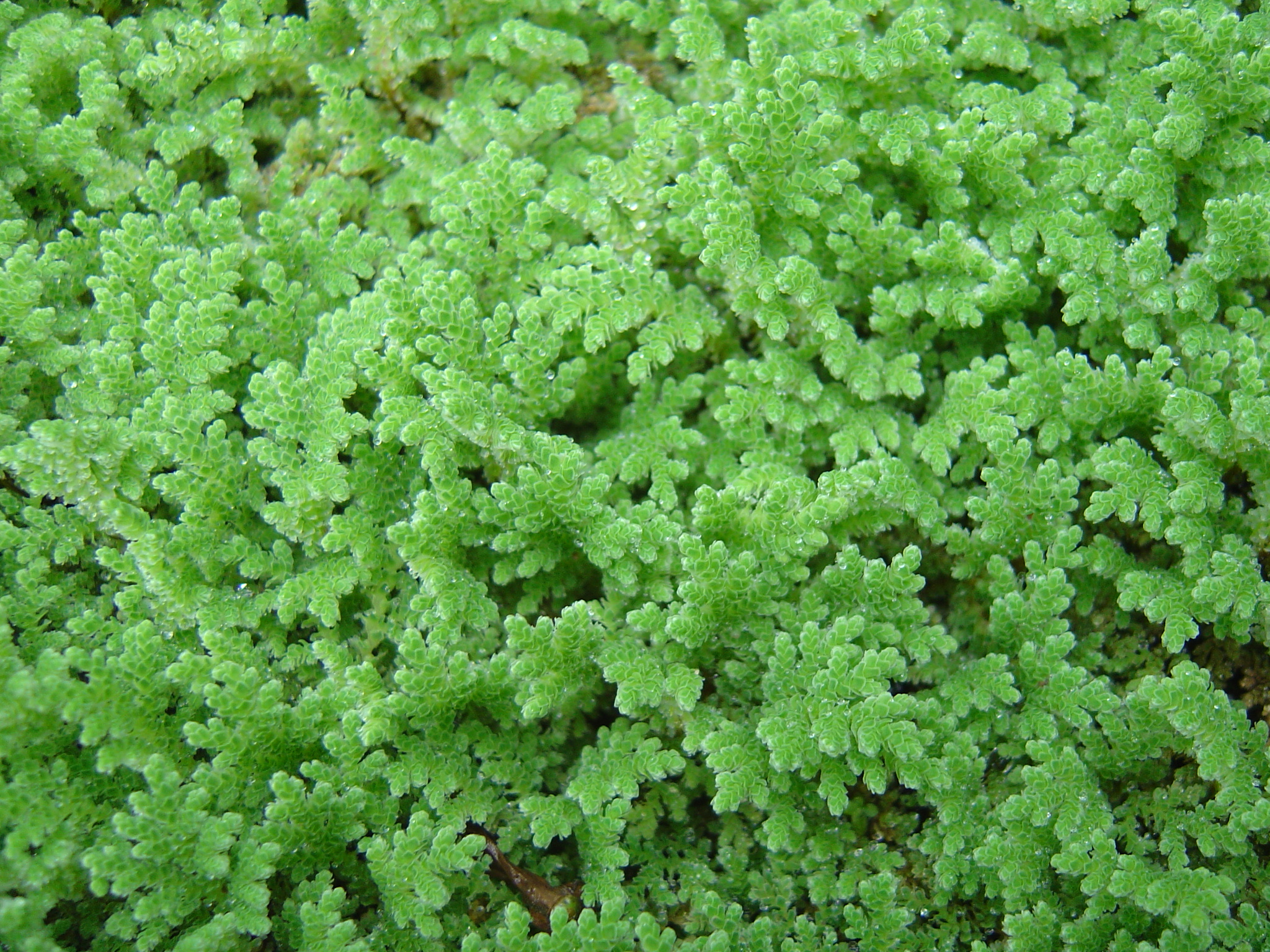
Der rezente Schwimmfarn Azolla filiculoides. Die Massenvermehrung der damit verwandten Organismen könnte den Übergang in das gegenwärtige Eiszeitalter eingeleitet haben.

Das Azolla-Ereignis bezeichnet eine über mehrere Hunderttausend Jahre stattfindende Massenvermehrung des zur Familie der Schwimmfarngewächse gehörenden Algenfarns Azolla im Arktischen Ozean während des Unteren Eozäns vor 49 Millionen Jahren. Die Pflanzen wurden nach ihrem Absterben am Grund des Gewässers, das damals an der Oberfläche stark ausgesüßt war, abgelagert und anschließend sedimentiert.
Es gibt eine Reihe von Hinweisen, dass der daraus resultierende Entzug von atmosphärischem Kohlenstoffdioxid wesentlich dazu beitrug, den Planeten Erde vom damals herrschenden Warmklima allmählich in das bis heute bestehende Eiszeitalter zu überführen.

## Geologische Belege

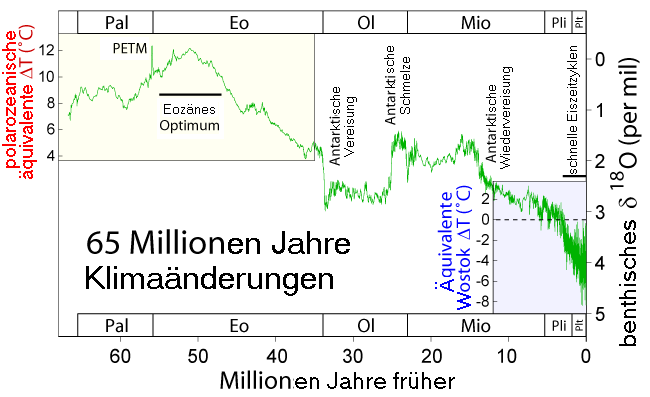
Verlauf von Delta O-18 über die vergangenen 65 Millionen Jahre. Das Azolla-Ereignis markiert das Ende des Eozänen Optimums und den Beginn eines langsamen Temperaturrückgangs.

In den Schichtungen am Grund des vier Millionen km² großen Arktischen Beckens ist ein Abschnitt von mindestens acht Metern Mächtigkeit erkennbar, in dem sich kieselhaltige, klastische Sedimente mit millimeterdicken Lagen versteinerten Materials abwechseln, das von Azolla stammt. Die kieselhaltigen Schichten stellen die bei maritimen Ablagerungen übliche Hintergrundsedimentation durch Plankton dar.
Das organische Material kann auch in Form einer Gammastrahlen-Aktivitätsspitze nachgewiesen werden, die im gesamten Arktischen Becken auftritt. Durch den messtechnischen Nachweis von Spuren dieser Gammastrahlung können Bohrkerne verglichen werden, die an unterschiedlichen Orten gewonnen wurden.
Durch palynologische Tests sowie Kalibrationen mittels hochaufgelöster Daten über Umpolungsereignisse des Erdmagnetfeldes konnte die Dauer des Ereignisses auf ungefähr 800.000 Jahre eingegrenzt werden. Dies führte zu einem zwar langsam ablaufenden, aber steten und erheblichen Absinken des atmosphärischen Kohlenstoffdioxid-Gehalts und damit zu einer deutlichen globalen Abkühlung.

## Eigenschaften von Azolla
Der Algenfarn Azolla gilt als „Super-Pflanze“, da er pro Hektar und Jahr 2,5 Tonnen Stickstoff binden kann (0,25 kg∙m⁻²∙a⁻¹); parallel dazu entzieht er pro Hektar 15 Tonnen (1,5 kg∙m⁻²∙a⁻¹) Kohlenstoff. Azollas Fähigkeit, atmosphärischen Stickstoff in den Stoffwechsel einzubinden, bedeutet, dass sein Wachstum hauptsächlich von der Verfügbarkeit von Phosphor abhängt: Kohlenstoff, Stickstoff und Schwefel sind für die Proteinbiosynthese wesentlich, und Phosphor wird für DNA (Desoxyribonukleinsäure), RNA (Ribonukleinsäure) und im Energiestoffwechsel benötigt.
Die Schwimmpflanze kann unter günstigen Bedingungen sehr rasch wachsen – mäßige Wärme und 20 Stunden Sonnenscheindauer waren vor 49 Millionen Jahren an den Polen im jahreszeitlichen Verlauf vorhanden – und ihre Biomasse bei optimalen klimatischen Verhältnissen innerhalb von zwei bis drei Tagen verdoppeln.

## Die Rahmenbedingungen
Aufgrund der Anordnung der Kontinente während des Eozäns war der Arktische Ozean fast vollständig von den Weltmeeren isoliert. Eine Durchmischung, wie sie gegenwärtig durch Tiefenströmungen wie den Golfstrom erfolgt, fand daher nicht statt. Daraus resultierte eine stratifizierte Wassersäule, ähnlich dem heutigen Schwarzen Meer.
Winde und relativ hohe Temperaturen im Bereich von 10 bis 14 °C führten zu starker Verdunstung, welche die Dichte des Ozeans erhöhte. Durch die vermutlich sehr intensiven Niederschläge in der nordpolaren Region kam es durch die dort einmündenden Flüsse zu verstärkten Einschwemmungen in das Arktische Becken. Das eine geringere Dichte aufweisende Süßwasser bildete eine auf der Meeresoberfläche schwimmende nepheloide Schicht. Untersuchungen zeigten, dass eine nur wenige Zentimeter dicke Süßwasserschicht für eine Besiedelung durch Azolla ausreichte. Zusätzlich transportierten die Fließgewässer mit hoher Wahrscheinlichkeit aus dem Erdreich gelöste Mineralien wie Phosphor als Nährstoffe in den Ozean. Das Wachstum von Azolla wurde außerdem durch frei verfügbaren Stickstoff sowie hohe Kohlenstoffdioxid-Konzentrationen gefördert.
Die Blühereignisse alleine wären für eine nennenswerte klimatische Wirkung nicht signifikant gewesen. Um Kohlenstoffdioxid auf Dauer und in größerer Menge dem natürlichen Kreislauf zu entziehen und damit einen Klimawandel einzuleiten, mussten die abgestorbenen Pflanzenteile zuerst mit Sedimenten bedeckt werden und anschließend versteinern.

## Klimaentwicklung nach dem Azolla-Ereignis
| ❮ | Ärathem             | System   | Serie      | Alter (mya)   |
| - | ------------------- | -------- | ---------- | ------------- |
| ❮ | K ä n o z o i k u m | Quartär  | Holozän    | 0 ⬍ 0,012     |
| ❮ | K ä n o z o i k u m | Quartär  | Pleistozän | 0,012 ⬍ 2,588 |
| ❮ | K ä n o z o i k u m | Neogen   | Pliozän    | 2,588 ⬍ 5,333 |
| ❮ | K ä n o z o i k u m | Neogen   | Miozän     | 5,333 ⬍ 23,03 |
| ❮ | K ä n o z o i k u m | Paläogen | Oligozän   | 23,03 ⬍ 33,9  |
| ❮ | K ä n o z o i k u m | Paläogen | Eozän      | 33,9 ⬍ 56     |
| ❮ | K ä n o z o i k u m | Paläogen | Paläozän   | 56 ⬍ 66       |
|   | früher              | früher   | früher     | älter         |

In der Fachliteratur der letzten Jahrzehnte findet sich zum Kohlenstoffdioxid-Gehalt während des Eozänen Klimaoptimums – also für die Zeit vor dem Azolla-Ereignis – eine Reihe stark divergierender Angaben. Eine 2016 veröffentlichte Studie, basierend auf einer neuentwickelten Präzisionsmessung unter Einbeziehung des stabilen Bor-Isotops δ11B (Delta-B-11), kommt zum Ergebnis eines wahrscheinlichen CO2-Levels von 1.400 ppm. Dieser Wert verminderte sich in den folgenden Jahrmillionen bis zum Beginn des Oligozäns um etwa 50 Prozent, wobei eine erste deutliche Absenkung unmittelbar nach den zahlreichen Azolla-Blühperioden im Arktischen Becken auftrat.
Ungefähr zur selben Zeit endete die Hauptphase der anfangs mit heftigem Flutbasalt-Vulkanismus einhergehenden Kollision der Indischen Kontinentalplatte mit der Eurasischen Platte. Im Zuge der Auffaltung des Himalaya zum Hochgebirge wurden Erosions- und Verwitterungsprozesse und die damit verbundene CO2-Reduktion zu einem Klimafaktor, der den einsetzenden Abkühlungsprozess weiter verstärkte.
Dennoch herrschte über weite Teile des Eozäns noch ein ausgeprägtes Warmklima. Mit der Zunahme des meridionalen Temperaturgradients (die Temperaturdifferenz zwischen dem Äquator und den Polargebieten) beschränkten sich signifikante Klimaänderungen vorerst auf die höheren Breitengrade. Für die Antarktis ist eine stärkere Abkühlungsphase vor 41 Millionen Jahren belegt, und in den arktischen Regionen deuten Funde von Dropstones auf die zeitweilige Existenz von Kontinentaleis vor 38 bis 30 Millionen Jahren hin. Ein scharfer klimatischer Einschnitt ereignete sich am Eozän-Oligozän-Übergang vor 33,9 bis 33,7 Millionen Jahren mit dem Beginn des Känozoischen Eiszeitalters. In diesem Zeitraum kam es zu einem nochmaligen rapiden Abfall der atmosphärischen CO2-Konzentration, verbunden mit einer weltweiten Abkühlung einschließlich der Ozeane und der nahezu zeitgleich stattfindenden Entstehung des Antarktischen Eisschilds.
Im weiteren Verlauf des Oligozäns und vor allem während des Miozäns waren die CO2-Konzentration und das globale Klima relativ starken Schwankungen unterworfen. Auf dem Höhepunkt des Miozänen Klimaoptimums (17 bis 15 mya) stieg der atmosphärische Kohlenstoffdioxid-Anteil von 350 ppm am Beginn des Miozäns kurzzeitig auf 500 bis 600 ppm. Gleichzeitig verloren die damaligen Antarktisgletscher einen Teil ihrer Masse, jedoch waren die Kernbereiche des Ostantarktischen Eisschilds davon offenbar nicht betroffen. Unter dem Einfluss starker Erosions- und Verwitterungsprozesse sank die CO2-Konzentration gegen Ende des Optimums vor 14,8 Millionen Jahren wieder auf etwa 400 ppm, gekoppelt mit einer erneuten Zunahme der antarktischen Inlandsvereisung. Dennoch lagen vor 14 bis 12,8 Millionen Jahren die Temperaturen in dieser Region 25 bis 30 °C über dem gegenwärtigen Niveau.
Die Quartären Kaltzeitperioden als Unterabschnitt des Känozoischen Eiszeitalters begannen vor rund 2,7 Millionen Jahren mit weiträumigen Vergletscherungen auf der nördlichen Hemisphäre und wurden häufig mit der Schließung der Landenge von Panama in Zusammenhang gebracht. Inzwischen herrscht jedoch in der Wissenschaft die Auffassung, dass die zunehmende arktische Vergletscherung mit einem deutlichen Rückgang der globalen CO2-Konzentration in Verbindung steht, wodurch vor allem die Sommermonate kühler ausfielen. Einige Studien konstatieren eine erste Abkühlungsphase im späten Pliozän (3,2 mya) und eine zweite nach Beginn des Pleistozäns (2,4 mya), in deren Verlauf der CO2-Gehalt von ursprünglich 375 bis 425 ppm auf  275 bis 300 ppm sank, mit einer weiteren Abnahme während der folgenden Kaltzeitzyklen.  Zum wahrscheinlich ersten Mal während des 541 Millionen Jahre umfassenden Phanerozoikums waren damit beide Pole von Eis bedeckt.

## Abweichende Szenarien
Obwohl die Annahme eines „begrünten“ Binnenmeeres als tragfähige Arbeitshypothese gilt, wurde ergänzend darauf hingewiesen, dass Azolla-Kolonien aus Flussdeltas oder Süßwasserlagunen durch starke Strömungen in den Arktischen Ozean gelangt sein könnten, wodurch sich eine auf der Oberfläche schwimmende Süßwasserschicht erübrigen würde.
Hingegen postulierte eine 2017 veröffentlichte Studie, dass der Arktische Ozean in der Zeit vor 56 bis 36 Millionen Jahren aufgrund seiner fast vollständigen Isolation erheblich umfangreichere Süßwasserbereiche aufwies als ursprünglich angenommen. Erst nach einer 4 bis 5 Millionen Jahre dauernden Übergangsphase als Brackwasserlagune vollzog sich im frühen Oligozän (≈32 mya) mit dem Einströmen von salzhaltigem Nordatlantikwasser die Anbindung des Arktischen Ozeans an die globale Meereszirkulation.

## Ökonomische Perspektiven
Azolla-Ablagerungen sind gegenwärtig Gegenstand großen Interesses im Rahmen der Ölsuche in arktischen Regionen. Die Ablagerung großer Mengen organischen Materials stellt nämlich das Muttergestein für Erdöl dar. Bei einer entsprechenden Temperatur könnten die eingeschlossenen Azolla-Ablagerungen in Öl oder Gas umgewandelt worden sein.
In den Niederlanden wurde ein Forschungszentrum eingerichtet, an dem schwerpunktmäßig das Azolla-Ereignis untersucht wird.